# 浦塩派遣軍
浦塩派遣軍（うらじおはけんぐん）は、大日本帝国陸軍の軍の一つ。

## 沿革
シベリア出兵実施のため1918年（大正7年）8月に編成された。1920年（大正9年）の尼港事件では、第14師団歩兵第2連隊第3大隊が全滅し、その救援のため北部沿海州派遣隊を出動させた。1922年（大正11年）11月に復員。

## 軍概要

### 司令部構成
- 司令官

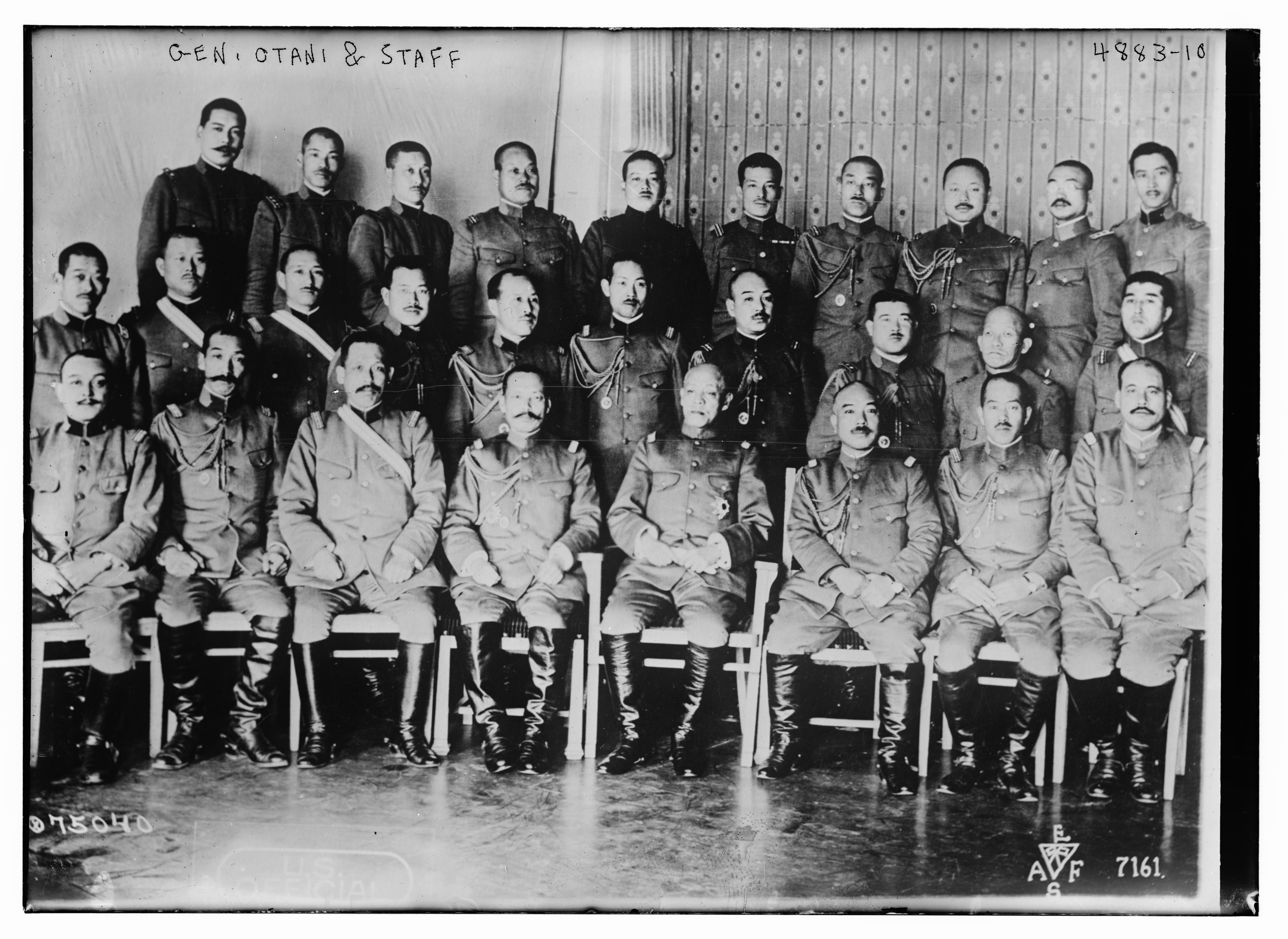
浦塩派遣軍司令部（1918年12月～19年2月ごろ）前列左から、高島已作中佐、植田謙吉中佐、天野邦太郎大佐、由比光衛中将、大谷喜久蔵大将、稲垣三郎少将、坂部十寸穂大佐、糸山静一一等主計正。2列目左から4人目、長谷部照俉少佐、6人目、河本大作少佐、3列目左から3人目、田中信男大尉、6人目、大島浩大尉

  - 大谷喜久蔵 大将：1918年8月9日 -
  - 大井成元 中将（18年11月より大将）：1919年8月26日 -
  - 立花小一郎 大将：1921年1月6日 - 1922年11月6日
- 参謀長
  - 由比光衛 中将：1918年8月9日 -
  - 稲垣三郎 少将：1919年6月28日 -
  - 高柳保太郎 少将：1920年7月16日 -
  - 磯村年 少将：1921年3月28日 -
  - 柴山重一 少将：1922年7月10日 - 11月6日
- 参謀
  - 中島正武少将：1918年8月9日 -
  - 坂部十寸穂中佐（18年11月より大佐）：1918年8月 - 1919年11月
  - 長谷部照俉少佐： - 1919年3月
- 高級副官
  - 天野邦太郎 大佐：1918年8月19日 -
  - 林彦一 中佐：1920年5月17日
- 経理部長
  - 河内暁 主計監：1919年4月1日 -
  - 道家次郎 主計監：1920年8月10日 -
- 軍医部長
  - 牧田太 軍医監：1920年10月26日 -
  - 秋山錬造 軍医監：1921年7月20日 -
- 獣医部長
  - 内村兵蔵 獣医監：1919年4月1日 -

### 隷下部隊
- 浦塩派遣軍野戦交通部
- 浦塩派遣軍兵站部
  - 第1兵站司令官
    - 天野邦太郎大佐：1919年4月1日 -
- 陸軍運輸部浦塩派出所
- 浦塩派遣臨時鉄道連隊
- 浦塩派遣軍憲兵隊司令部
- 浦塩派遣軍臨時野戦防疫部
- 浦塩派遣軍兵站馬廠
- 連合軍高等鉄道委員会
  - 鳥蘇里鉄道線区司令部
    - 中島正武 少将（委員長兼任）

  - 黒龍鉄道線区司令部
    - 佐藤小次郎 砲兵大佐
- 第3師団（1918年8月 - 1919年9月）
- 第5師団（1919年7月 - 1920年8月、第3師団と交代）
- 第7師団（1918年8月 - 1919年5月）
- 第8師団（1922年4月 - 1922年10月）
- 第9師団（1921年4月 - 1922年9月）
- 第11師団（1920年8月 - 1921年6月、第14師団と交代）
- 第12師団（1918年7月 - 1919年6月）
- 第13師団（1920年8月 - 1921年5月、第5師団と交代）
- 第14師団（1919年4月 - 1920年10月、第12師団と交代）
- 北部沿海州派遣隊
  - 司令官 津野一輔 少将：1920年5月7日 - 7月29日
    - 歩兵第25連隊
- 関東軍兵站部
- 関東軍兵站交通部
- オムスク特務機関
  - 福田彦助大佐：1918年11月20日 - 1919年2月20日
- イルクーツク特務機関
- チタ特務機関
  - 黒沢準大佐：1919年2月20日 - 1920年8月10日[1]
- ウラジオ特務機関
- ニコリスク特務機関
- ハルピン特務機関
- 奉天特務機関
- 吉林特務機関